# Аксёновский сельсовет (Башкортостан)
Аксёновский сельсовет (до 2004 года Аксёновский поссовет) — муниципальное образование в муниципальном районе Альшеевский район Республики Башкортостан Российской Федерации.
Согласно «Закону о границах, статусе и административных центрах муниципальных образований в Республике Башкортостан» имеет статус сельского поселения.

## История
Закон Республики Башкортостан «Об изменениях в административно-территориальном устройстве Республики Башкортостан, изменениях границ и преобразованиях муниципальных образований в Республике Башкортостан», ст. 2 «Изменения границ и преобразования муниципальных образований в Республике Башкортостан», п.2 гласит:

Статья 2.
2. Изменить наименования следующих муниципальных образований:
2) по Альшеевскому району:
а) «Аксеновский поссовет» на «Аксеновский сельсовет»;
б) «Раевский поссовет» на «Раевский сельсовет»;
в) «Шафрановский поссовет» на «Шафрановский сельсовет»;

## Население
| 2002  | 2009  | 2010  | 2012  | 2013  | 2014  | 2015  |
| ----- | ----- | ----- | ----- | ----- | ----- | ----- |
| 2852  | ↗3067 | ↘2519 | ↘2512 | ↘2463 | ↗2509 | ↘2455 |
| 2016  | 2017  | 2018  | 2019  | 2020  |       |       |
| ↘2454 | ↘2412 | ↘2336 | ↘2296 | ↘2148 |       |       |

## Состав сельского поселения
| № | Населённый пункт       | Тип населённого пункта       | Население |
| - | ---------------------- | ---------------------------- | --------- |
| 1 | Аксёново               | село, административный центр | ↘1047     |
| 2 | Ким                    | село                         | ↘878      |
| 3 | Ханжарово              | деревня                      | ↗226      |
| 4 | Кайраклы               | село                         | ↘186      |
| 5 | Бикчагул               | деревня                      | ↗114      |
| 6 | Андриановка            | деревня                      | ↘53       |
| 7 | Ярабайкуль             | деревня                      | ↗15       |
| 8 | Деревня разъезда Гайны | деревня                      | ↘0        |

В сельсовет входил Посёлок разъезда Кайраклы, упразднённый Законом Республики Башкортостан  20 июля 2005 года № 211-з «О внесении изменений в административно-территориальное устройство Республики Башкортостан в связи с образованием, объединением, упразднением и изменением статуса населенных пунктов, переносом административных центров».